# S:t Olavsleden

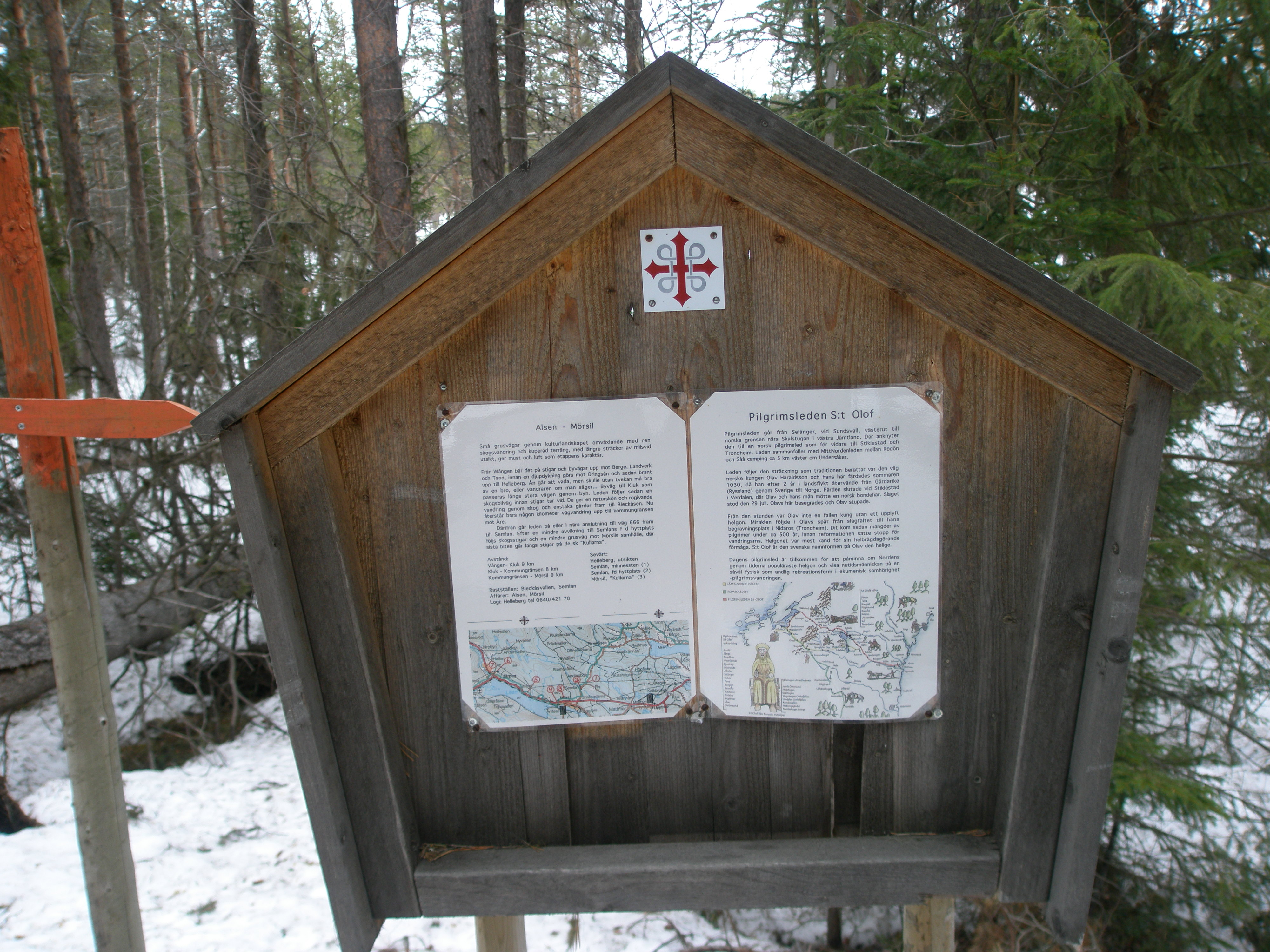
S:t Olavsleden mellan Alsen och Mörsil i Jämtland.

S:t Olavsleden, alternativt S:t Olofsleden och S:t Olofs pilgrimsled, är en pilgrimsled mellan Selånger utanför Sundsvall i Sverige och Nidarosdomen i Trondheim i Norge. S:t Olavsleden var en av Nidarosvägarna. Från 1970-talet fram till 2012 benämndes den Mittnordenleden. Efter återinvigningen är S:t Olavsleden idag 564 km lång och sträcker sig från kust till kust, från Bottenhavet till Atlanten genom två länder och elva kommuner. 
Leden är markerad med S:t Olavssymbolen, som markerar alla de så kallade S:t Olavsvägar som leder mot Nidarosdomen. S:t Olavsleden passerar ett gammalt kulturlandskap, följer så långt som möjligt de vägar och stigar som dåtidens pilgrimer och andra resenärer vandrade och red. De första tio milen följer leden i stor utsträckning Ljungans dalgång, och in i Jämtland följer leden sjöarna Revsundssjön och Storsjön, och så småningom Indalsälven. S:t Olavsleden korsar gränsfjällen längs den så kallade Skalstuguvägen, och i Norge passeras ett jordbrukslandskap nära Trondheimsfjorden. S:t Olavsledens begränsade kupering gör att den också lämpar sig för cykling.

## Bakgrund
Dagens kännedom om Olav (Olof) den helige kommer huvudsakligen från den isländske historikern Snorre Sturlasson, död år 1241, som i sin Heimskringla skrev ett stort antal kungasagor varav en handlar om Olav den helige. År 995 föddes Olav Haraldsson – Olav den Digre – i Ringerike i södra Norge. 12 år gammal gav han sig ut på vikingafärd och det dröjde många år innan han återvände till norsk mark. Olav blev så småningom en skicklig och erfaren viking med långa resor i Östersjön och ända ner till Spanien. Den 16 oktober 1013 döptes Olav i franska Rouen, och hans betydelse för den kristna kyrkan inleddes genom detta dop. 1015 stod Olav åter på norsk jord och hade som mål att ena Norge med sig själv som kung samt att införa kristendomen i Norge. Som ett led i detta försökte han bygga allians med den svenska kungen Olof Skötkonung, vilket bland annat ledde till ett äktenskap med Olofs dotter Astrid. 1020 var Olav Haraldsson kung över ett enat Norge, och 1024 infördes en ny lagstiftning som utgick från den kristna rätten. Denna lagstiftning kom att djupt påverka det norska samhället genom sin ambition att förändra gamla lokala traditioner. Detta ledde till ett ökat missnöje mot Olav. Motståndet växte, och Olav tvingades lämna landet 1028 och tog sig till Novgorod. I Novgorod fanns hans svägerska Ingegerd som gift sig med tsar Jaroslav. I närmare två år befann sig Olav i Novgorod innan han bestämde sig för att återvända till Norge och återta kronan. 
Enligt en sägen som upptecknades på 1680-talet, i början av juli 1030 ska ha landstigit efter några år i landsflykt i Selångers socken i det som kom att kallas Sankt Olavs hamn, tidigast känd i skrift från 1530-talet, och på 1600-talet benämnd konungshamn eller Selångers hamn. Kung Olav skall ha rest ett kopparklätt kors i hamnen som skall ha stått kvar ännu fyrtio år innan berättelsen skrevs ned. Han gick med sin här till Norge för att kristna landet och ta tillbaka kungatronen. Färden tog slut i Stiklestad, där Olav blev dödad i ett fältslag den 29 juli. Nästan omedelbart efter hans död började ryktet att sprida sig om Olavs helighet. Lite drygt ett år senare – den 3 augusti 1031 – grävdes liket fram under närvaro av biskop Grimkjell. Biskopen helgonförklarade Olav, och bygget av en gravkyrka till Olav inleddes som idag är Nidarosdomen. Sedan Olavs kropp flyttats till Nidaros, dagens Trondheim, började den mäktiga Nidarosdomen byggas. Gravplatsen började locka pilgrimer från hela Europa. 
Även om berättelsen bygger på en muntlig berättartradition så finns spår av omfattande S:t Olavskult i det katolska Mellannorrland, inte minst i olika ortnamn, och för att hamnen är den nordligaste som kallas Sankt Olavs hamn.

## Sankt Olofs hamn
Sankt Olofshamn var utgångspunkt för den viktigaste transportleden mellan Norge och Sverige under medeltiden och hamnen kan mycket väl
vara tillkommen under vikingatiden enligt historikern Nils Ahnlund. Järnhandel i nord-sydlig riktning förmodas ha skett i Selångers utskeppningshamn (vid en lättframkomlig landförbindelse mellan havet och Ljungan), redan på 500-talet, resulterande i en rikdeom som uppvisas i fynd som gjorts i hövdingagraven i Högom i Selångers socken. Nära hamnen ligger Selångers kyrkoruin.

## Pilgrimsleden
Nidaros och Nidarosdomen blev ett av den kristna världens viktigaste pilgrimsmål i paritet med Jerusalem, Rom och Santiago de Compostela. Ett stort antal pilgrimer från hela den kristna världen besökte årligen Nidaros. I samband med reformationen minskade dock antalet pilgrimer, och i Sverige blev pilgrimsvandring förbjuden 1544.  
Minnet av Olavs vandring från Selånger till Trondheim levde dock kvar. Längs leden finns det många S:t Olavskällor (Olofskällor), och i flera kyrkor finns medeltida skulpturer föreställande Olav den helige. (Åre gamla kyrka blev en av dessa centrala mötesplatser, och det sades att Olav ska ha begravts i denna kyrka, som innehar en träskulptur av Olav sedan 1300-talet men numera med en karolinsk trekornshatt från 1719 istället för den försvunna kronan.) I många städer och byar finns gatunamn som bär Olavs namn, eller heter exempelvis Pilgrimsvägen. I västra delen av Bräcke kommun finns samhället Pilgrimstad. Under årens lopp har flera lokala insatser gjorts för att bevara delar av leden. Inför 1000-årsfirandet av staden Trondheim 1997 tog Härnösands stift ett initiativ att återväcka intresset kring S:t Olavsleden, och samma ambition hade ett samarbete mellan Länsstyrelsen i Jämtland och Olavsfestdagarna i Trondheim åren 2006 och 2007. Detta arbete har sedan 2011 tagits vidare av det så kallade SÖT-samarbetet – ett samarbete mellan de tre kommunerna Sundsvall, Östersund och Trondheim.

## Dagens vandringsled
Den 7 september 2013 återinvigdes S:t Olavsleden med vandringar och en mässa i Nidarosdomen.
Färdvägen har återskapats enligt följande: Selånger – Tuna – Stöde – Torp – Borgsjö - Jämtkrogen - Bräcke – Gällö – Revsund – Pilgrimstad - Brunflo – Östersund – Frösön – Alsen – Mattmar – Järpen – Undersåker – Åre - Medstugan - Skalstugan – Sul - Stiklestad – Stjördal - Trondheim.
Leden utsågs 2010 till "Cultural Route of the Council of Europe".